# Tiberio Gambaruti
Tiberio Gambaruti (Alessandria, 1571 – 6 settembre 1623) è stato un letterato italiano, giureconsulto.
Dopo aver conseguito il dottorato in diritto civile e canonico si trasferì a Roma, dove fu nominato protonotario apostolico, grazie all'interessamento del cardinale Scipione Caffarelli-Borghese.
Fu segretario di alcuni cardinali dei Santi Quattro e di Aracoeli.
Caduto in disgrazia, tornò ad Alessandria, dove studiò belle lettere.

## Opere
- La nuova Amarilli, Roma, presso Vincenzo Castellano, 1602, favola pastorale;
- La regina Teano presso Bartolomeo Zannetti, 1609, tragedia;
- Discorsi e osservazioni politiche, Roma, presso Bartolomeo Zannetti, 1612;
- Orazione a Margherita d'Austria Regina di Spagna;
- Orazione nella venuta del cardinale alessandrino nipote di Pio V in Alessandria;
- Lettere;
- Poesie.